# Ralph Emerson Pickering
Ralph Emerson Pickering, britanski general, * 1898, † 1962.